# Road to Ninja: Naruto the Movie
Naruto: Road to Ninja ( 劇場版 NARUTO-ナルト - 疾風伝 Gekijōban Naruto Ninja no Michi e?, lit. Naruto: El Camino Ninja) es la novena película de la serie Naruto y el sexto filme de Naruto Shippūden. Fue estrenada en Japón el 28 de julio de 2012. La película se basa en un universo alterno donde muchas cosas son distintas como por ejemplo, el padre de Sakura Haruno es el Hokage, entre otros sucesos que en la serie ha ocurrido. Además hay un capítulo especial por el estreno de la película que salió antes de esta y se titula "Road to Sakura", Más tarde saldría un one-shot de la película en el capítulo 311 del anime, el cual está dirigido y supervisado por el creador Masashi Kishimoto, del cual se titula "Prologue of Road to Ninja", el cual transcurre 36 horas antes de los sucesos de la película.

## Argumento
La película inicia justo en el momento que Obito Uchiha, bajo el alias de Madara Uchiha, usa un jutsu de invocación en el centro de la Aldea Oculta de la Hoja para traer a Kurama, el Zorro de las Nueve Colas, quien está bajo su control debido a su Mangekyō Sharingan e inicia un ataque destructivo a toda la aldea causando graves daños y víctimas fatales durante su ataque inicial. Mientras tanto en un lugar seguro el Cuarto Hokage, Minato Namikaze lleva a su moribunda esposa, Kushina Uzumaki luego de haberla rescatado anteriormente, la lleva a recostarse en una cama para que se quede con su recién nacido hijo Naruto y pueda descansar, Minato anuente del problema del ataque de Kurama se pone su chaleco táctico y su capa de Hokage y se prepara para hacerle frente al ataque no sin antes despedirse de Kushina, quien esta última le desea buena suerte a su esposo. Inmediatamente Minato se aparece en la Roca Hokage y busca la forma de como detener al ataque, sin embargo Kurama se percata de su presencia y trata de atacarlo con una Biju-dama.
Dieciséis años después del ataque de Kurama, los 12 de Konoha, liderados por Kakashi Hatake y Might Guy se preparan para emboscar a los miembros fallecidos de Akatsuki en un templo conocido como la cueva de Entrenamiento, lugar donde el legendario Sannin Jiraiya y Minato una vez entrenaron, sin embargo Naruto no sigue de acuerdo al plan preparado y rápidamente inicia la batalla contra todos los de Akatsuki, aunque estos no muestran ninguna desventaja, los demás deciden dejar de seguir el plan y se unen a la pelea, apartando a Naruto de la pelea. Los 12 de Konoha se enfrentan a los diferentes miembros de Akatsuki a los cuales logran vencer con suma facilidad, por otro lado Naruto se reúne con su equipo, en donde Sakura Haruno rápidamente lo reprime por su completa falta de atención, luego ambos son atacados por Deidara, pero Kakashi usa un jutsu de tierra y los protege del ataque, pero cuando Naruto se prepara para atacar a Deidara inesperadamente es sujetado por la pierna, debido al brazo de Kakuzu, pero Sai rápidamente se percata que es un jutsu de tierra y le corta el brazo. Después de cortar el brazo de Kakuzu, rápidamente todos miembros de Akatsuki desaparecen del lugar bajo tierra, sin dejar rastro. 
De vuelta en la aldea, Kakashi le Informa a Tsunade Senju del reciente ataque y tratan de averiguar cómo los miembro fallecidos de Akatsuki aparecieron devuelta y le ordena a Shizune analizar el brazo que trajeron de Kakuzu, mientras tanto en la entrada de la aldea los 12 de Konoha son recibidos por sus respectivas familias en donde celebran por la reciente misión y empiezan a hablar de querer subirlos al rango de Jonin a algunos, al mismo tiempo Naruto observa y escucha toda la emoción cada uno de sus compañeros, pero después recuerda que debido a su condición de huérfano, no tiene a nadie que lo reciba, por lo que decide irse directo a su departamento deprimido, al llegar a su departamento y con tal de no sentirse solo y trata de anunciar que ya llegó, pero solo consigue deprimirse más y lo único que encuentra es un apartamento vacío y en completo desorden.
Más tarde, Naruto decide irse a comer al puesto de Ichiraku Ramen, junto con Iruka Umino para hablar sobre si él puede ayudarlo a hacer las aplicaciones para subir de rango, pero Iruka le responde que él no puede ayudarlo a hacer eso, debido a que para hacer eso, Naruto primero debe haber conseguido el rango de Chunin antes y solo así podría hacer las aplicaciones de Jonin y que a pesar de haber derrotado a Pain, no pueden hacerle tratos especiales a él. Justo cuando se preparan para comer, Naruto descubre que en su plato de Ramen no trae los narutomakis y le pregunta a Teichi que le paso a los narutomakis de su plato y este le responde que se le agotaron y en su lugar coloco otro ingrediente llamado Menma, pero Naruto le dice que el odia el menma y se marcha enojado del lugar. Mientras tanto Sakura sigue discutiendo con sus padres y sale de su casa molesta y se encuentra con Naruto en la entrada. Con tal de alejarse de sus padres, Sakura decide llevarse a Naruto a una aparente "cita" para desahogarse un rato. Más tarde en el parque, Sakura le menciona a Naruto que sus padres le prestaban demasiada atención y no la dejaban en paz, pero Naruto, quien nunca a había sentido ese mismo sentimiento empieza a enojarse con Sakura y piensa que ella debería agradecer que aún tiene a sus padres con vida, pero ella inmediatamente piensa que Naruto está defendiendo el punto de vista de sus padres y menciona que si Sasuke Uchiha estuviera en la aldea la entendería. Inmediatamente un misterioso sello se activa en el tobillo de Naruto y de forma inesperada se encuentran con Madara en el parque y sin dudarlo Naruto lo ataca rápidamente con su Rasengan, pero no consigue hacerle nada, ya que este solo atraviesa el cuerpo del líder de Akatsuki y se estrella contra la cerca del parque. Sakura inmediatamente trata de atacarlo con una súper patada, pero lo único que logra es crear un enorme cráter en el parque. Sin tiempo que perder, Madara rápidamente lanza una bola de cristal al aire a donde está la luna roja y activa el Tsukuyomi Limitado, el cual empieza a emitir una luz brillante que deja ciegos a Naruto y Sakura.
Cuando la luz se detiene Naruto y Sakura se preguntan que fue esa luz, pero luego de se dan de cuenta que Madara ha desaparecido sin dejar rastro por lo cual deciden ir a informar de la reciente aparición de Madara, justo en ese momento se aparecen Hinata Hyūga, Shino Aburame y Kiba Inuzuka en la entrada del parque, Naruto y Sakura rápidamente deciden avisarles de la aparición de Madara, pero estos en vez de sorprenderse de la noticia, desconocen quién es Madara, luego de manera inesperada Akamaru muerde a Kiba y se marcha, Naruto le pregunta a Kiba si algo sucede entre él y su perro mascota, pero Kiba le menciona que no le importa, ya que él prefiere a los gatos, Shino habla acostumbrado a ser escuchado, pero admite que odia los insectos y Hinata les pregunta que están haciendo en el parque solos y espera que no estén en una cita ambos, Sakura rápidamente lo niega le dice a Hinata que no piense eso, pero luego Hinata amenaza a Sakura diciendo que si trata de coquetear con Naruto la asesinara, Naruto trata de calmar la situación, pero Hinata se enoja aún más y le pregunta a Naruto porque esta defendiendo a Sakura, para no perder más tiempo Naruto y Sakura optan por escapar del lugar seguidos por una enfurecida Hinata, quien supuestamente descubre que ambos estaban en una "cita". Después de perder al equipo 8, Naruto y Sakura se encuentran con Shikamaru Nara, Ino Yamanaka y Chōji Akimichi y tratan de avisarles sobre Madara, pero al igual que el equipo 8, estos tampoco saben quién es Madara y en su lugar piensan que Naruto y Sakura actúan de forma extraña. Entonces Chōji le menciona a Sakura que debería estar honrada de ser la hija de los héroes, Sakura al no tener idea de que habla le pregunta a Chōji porque es la hija de los héroes y Chōji le muestra a Naruto y Sakura los rostros de la Roca Hokage y descubre que para su sorpresa el Cuarto Hokage resulta ser el padre de Sakura, Kizashi Haruno. Sorpresivamente Sasuke se aparece en el lugar y se muestra que al parecer nunca abandono Konoha y saluda a Sakura y a Naruto, a quien llama por el nombre de "Menma".
Más tarde los 12 de Konoha se reúnen para tomar un baño en los baños públicos, en donde Tenten se queja del enorme esfuerzo que realiza, mientras que Hinata le pregunta a Sakura si se siente orgullosa de tener un "pecho plano", haciendo que Sakura se sonrojara y se enojara con Hinata. Mientras tanto del otro lado, Kiba se comporta de manera muy infantil, al igual que Shikamaru, mientras Naruto comienza a molestarse y Sasuke le dice que los ignore. Mientras tanto Neji Hyūga intenta espiar a las mujeres del otro lado con su Byakugan, pero Hinata, quien aún peleaba con Sakura, amenazándola de que no le quite a Menma (Naruto), siente la presencia de Neji espiándolas y rápidamente se dispone a ir a castigarlo por su actitud pervertida, sin embargo en ese instante Rock Lee se aparece inesperadamente cayendo desde el techo del baño de mujeres y Hinata rápidamente lo reprime pensando que este también estaba espiándolas, pero Lee trata de convencerlas de que había caído ahí por accidente, pero ninguna de las kunoichis le cree y Hinata le dice que se encargará de él primero y después de su primo, sin embargo Lee se escapa del lugar y todos lo persiguen por la calle hasta que finalmente rodean a Lee para darle una lección, Sakura trata de defenderlo, pero sin querer le desgarra la ropa y descubren que tiene puesta la ropa interior de Tenten, siendo visto como un pervertido también. Naruto y Sakura ya estando a solas, tratan de averiguar que está pasando y suponen que Madara los envió a los dos a un universo paralelo y ahora deben investigar como buscar una salida. De camino a su casa, Sakura le empiezan a regalar comida por ser hija del Cuarto Hokage, el salvador de Konoha; ya en su hogar se alegra de poder hacer lo que la plazca. Por otro lado, Naruto no está nada a gusto y odia que lo llamen "Menma", durante el recorrido a su casa Naruto empieza a deducir que al ser Hokage el padre de Sakura, los padres de él podrían estar con vida, pero cuando llega a su departamento descubre que en su lugar, vive una señora que lo echa a gritos. Mientras tanto lejos de allí, Madara se reúne con Zetsu y el resto de los Akatsuki, quienes resultaron ser Zetsus blancos y Madara le explica a Zetsu como es el funcionamiento del mundo paralelo del Tsukuyomi Limitado y le menciona también que el mismo es solamente una versión experimental del Tsukuyomi Infinito, minutos después Madara se encuentra con un enmascarado que acaba de atacar un pueblo, y le dice que le dará el poder que quiere.
Al día siguiente, Sakura se despierta en su casa, pero cuando estaba vistiéndose, abre su armario y encuentra la capa del Cuarto Hokage, que en esta dimensión le pertenece a su padre. De manera inesperada Sasuke aparece en su balcón ofreciéndole una rosa roja. Encantada con el nuevo Sasuke, Sakura la acepta. Minutos después Sakura se reúne con Naruto, el cual había pasado la noche durmiendo en un banco del parque. Más tarde, los dos se encuentran a Sai vestido como un pintor, dibujando un paisaje, aunque no lo hacía nada bien y a Shino exterminando a sus propios insectos con un repelente de insectos. Unos niños detienen a Sakura y le dice que quieren ser como ella, Naruto se da cuenta de que a Sakura le empieza a gustar ese mundo paralelo. Lejos de allí, Madara y un desconocido hablan sobre un plan de capturar a las bestias con cola.  Naruto y Sakura se reúnen con Tsunade, la cual aparenta ser una mujer inteligente y trabajadora y no muestra tener su gran pecho, mientras que Shizune por otro lado estaba vestida de una manera atractiva y tenía un pecho muy parecido al de Tsunade y su cerdo Tonton, tenía el pelaje negro y ojos aparentemente malvados. Luego de comentarle a Tsunade lo que pasaba, ella menciona que no conocían a nadie llamado Madara, Pero el único sujeto que les estaba dando problemas, era un sujeto enmascarado, que según una profecía debía ser derrotarlo de una manera concreta que se encontraba escrito en un pergamino, el cual Jiraiya había sido el encargado de ir a buscar, sin embargo no regresó. En ese instante Minato y Kushina se aparecen en la oficina de Tsunade y Naruto se queda atónito por ver a sus padres con vida, pero Kushina se enfurece por esa insinuación, lo golpea en la cabeza. Minato les explica que Jiraiya tras escuchar la profecía del Gran Sapo Sabio escondió el pergamino. Tsunade ordena ir a buscar a Kakashi y Guy para ir a por el pergamino escondido en la frontera del País del Fuego. Naruto pide ir también y gracias a la intervención de su padre los dejan. 
Después de reunirse con Tsunade, Naruto se enfada porque Madara juega con sus sentimientos; mientras Sakura sigue disfrutando de su vida solitaria, Naruto por otro lado se encierra en su habitación. Kushina le ordena salir a cenar, pero Naruto dice que lo dejen en paz y le da igual ya que ellos no existen, sin embargo Kushina se enfurece y derriba la puerta y le dice a Naruto como se atreve a desobedecerla y finalmente Naruto acaba por acceder a bajar a cenar, pero aterrado de la personalidad destructiva de su madre. Luego de cenar, Minato le pide a Naruto que levante la mesa, pero éste, que todavía no quería socializar, le contesta que lo haga él mismo. Minato le pregunta que le estaba pasando, que no estaba actuando normal. Más tarde, Naruto se pone a ver un álbum familiar. En él, puede ver como era su vida junto a sus padres y como fue creciendo desde que era un bebé, sus días en la academia, etc. En ese momento, toma conciencia de que en este mundo, él tenía gente que lo amaba y tenía a sus padres con él, cosa que no había sentido nunca por tantos años de ser alguien huérfano. Al día siguiente parten hacia la misión Naruto, Sakura, Minato, Kushina, Kakashi y Guy, la madre de Naruto le dice que aproveche para acercarse más a la hija del héroe de Konoha, pero Naruto se enoja con ella. Lejos de allí, Yugito Nii es atrapada por Madara y el enmascarado ahora piensa recolectar a las otras Bestias con Cola para obtener más poder. Mientras tanto en la frontera, Minato decide descansar en una mini montaña cerca de donde esta oculto el pregamino, sin embargo, Naruto hace caso omiso y activa una trampa y haciendo que los sapos de Jiraiya aparezcan: Gamabunta, Gamahiro y Gamaken. Minato intenta razonar con ellos, pero estos le dicen que protegerán el pergamino de su invocador. Gamabunta lanza su cigarrillo sobre los Shinobis, que lo esquivan, de repente, una lluvia de sapos los atrapa. Sin embargo Naruto Logra salir y sube a la cabeza de Gamabunta y trata de activar su Senjutsu, pero Gamariki rápidamente se lo impide. Gamabunta lanza veneno contra Naruto en un momento que este se distrajo, pero es rescatado por Kushina, quien recibe el ataque en su lugar. Minato recoge a su esposa y pide a Menma (Naruto) que cuide de ella, mientras él se encarga de usar el jutsu del Dios del Trueno Volador para infiltrarse en el bosque de bambú y recoger el pergamino, desactivando la trampa en el proceso.
Terminada la batalla, Sakura se encarga de cura a Kushina, mientras que Minato por otro lado se enfurece con Naruto por su falta de cuidado, llegando incluso a golpearlo ya que se preocupa por él, en cambio su madre lo abraza y se alegra que esté bien. En ese momento Naruto comienza a gustarle ese mundo y le devuelve el abrazo a su madre. Horas más tarde todos regresan con Tsunade y le entregan el pergamino, la cual dice que solo se puede abrir con la luna roja. Sakura habla sobre qué hacer ahora, pero Naruto le dice que debe hacer otras cosas y se va. Cuando vuelve a sus casas; Naruto llega más tarde que sus padres así que sus padres lo reciben con los brazos abiertos y un poco emocionados. El hombre enmascarado descubre que el pergamino de la luna roja está en Konoha y decide ir a buscarlo; Mientras tanto Madara piensa que su Tsukuyomi Limitado le da a la gente lo que desea.
Mientras tanto Sakura comienza a ponerse triste y ya comenzaba a darse cuenta de que ya no era feliz con lo que tenía, comprendiendo lo que Naruto sufrió por tantos años. Al salir de su casa y se encuentra a Sasuke, trata de llamarlo, pero lo ve rodeado de otras chicas y les entrega a todas una rosa igual a la que le dio a ella. Ante tal situación Sakura se frustra y decide ir a buscar a Naruto para disculparse con el y decirle que tenían que volver a su mundo original, pero cuando llega a la casa de él, ella lo observa muy feliz celebrando el cumpleaños de su madre así que no se anima a decirle nada. Sakura piensa que ella ha provocado esa situación por su deseo y piensa que en ese otro mundo Naruto parecía estar feliz en su situación. Más tarde, estando Naruto y Sakura solos, comienzan a pensar que lo que estaba pasando no era real que no se tenía que acostumbrar.
En ese momento una fuerte explosión se produce en la oficina del Hokage y deciden ir a investigar que ocurría, Tsunade quien estaba herida, se encuentra frente al hombre enmascarado junto con sus Nueve Bestias Enmascaradas, destruyendo Konoha. Guy, Kakashi, Kushina y Minato aparecen para proteger a la Hokage. El hombre enmascarado consigue atrapar a Tsunade y Minato, pero en ese momento llegan Naruto y Sakura que le preguntan dónde estaba Madara, sorprendiendo al desconocido porque lo conocían. Sakura ataca al hombre desconocido, diciendo que los auténticos héroes son los que pelean aunque den sus vidas por su aldea. Por alguna razón cuando Naruto peleaba con él, tenía una extraña sensación que prácticamente lo pone en duda. Sin embargo no logran vencerlo y el sujeto enmascarado se retira tomando como prisionera a Sakura. Minato salva a su hijo; las Nueve Bestias Enmascaradas desaparecen. 
Antes de irse, el hombre enmascarado utiliza el Dai Rasenringu y destruye gran parte de Konoha en el proceso. Luego de la explosión, Kushina aparece llorando sobre el cuerpo de Naruto creyéndolo muerto, ya que muchos shinobis habían muerto durante la explosión. Sin embargo, se levanta y se encuentra bien. Naruto recuerda cuando Minato y Kushina se les presentaron en el mundo real. Ahí es cuando Naruto les dice la verdad. Les dice que no es de ese mundo, y que su padre es el Cuarto Hokage, un héroe, que él tenía que ir. Su madre le pide que no vaya, pero sin dudarlo se pone la túnica del Cuarto Hokage que había quedado ahí por la explosión, y les dice que él es el hijo del héroe, tenía que ir. Llega Naruto a salvar a Sakura, y se encuentra con Madara, el hombre enmascarado, más sus criaturas. Naruto se pone a pelear como puede con el hombre enmascarado pero obviamente eran demasiados.
Justo cuando Naruto estaba a punto de ser derrotado es rescatado por los Akatsuki, liderados por Itachi Uchiha, Naruto al principio piensa que los Akatsuki son sus enemigos, pero después se da cuenta de que en ese mundo están de su lado y que vinieron por recomendación de Tsunade. Itachi consigue liberar a Sakura y se enfrenta a Madara, pero este opta por escapar del lugar diciendo que es solo otra distorsión del jutsu, Naruto le pide a Itachi que la lleve a un lugar seguro, mientras que el persigue al hombre enmascarado. En pleno enfrentamiento con el hombre enmascarado la misma sensación extraña que tenía Naruto anteriormente, también la podía sentir el sujeto de la máscara. Justo cuando los jutsus que ambos utilizaban eran casi idénticos solo que de diferentes colores, en este caso el Elemento Viento: Rasen Shuriken es de color azul y el Dai Rasenringu es de color morado oscuro chocan entre sí, pero en ese instante la misma sensación que ambos tenían se hace más fuerte y finalmente la máscara del hombre enmascarado se rompe y descubre que en realidad es el Naruto de esa dimensión, solo que tenía pelo oscuro y él nombre de este es Menma Uzumaki y al igual que Naruto, también es jinchuriki de Kurama, solo que su versión es con un pelaje más oscuro que el original. Para conseguir más poder Menma absorbe a las demás criaturas, manifestando a su Kurama y así utiliza su poder para atacar a Naruto y lo deja temporalmente fuera de combate. Mientras tanto en su subconsciente, Kurama le recrimina a Naruto lo patético que es el, solo por dejarse vencer tan fácilmente de una simple copia, Naruto por su parte le responde que es imposible vencer a su versión malvada si este utiliza el Modo Bestia con Cola, pero Kurama le recuerda a Naruto que él también tiene acceso a una pequeña parte de su chakra y Kurama le pide a Naruto que lo deje salir para que pueda encargarse del asunto, sin embargo Naruto se niega a dejarlo salir, ya que él lo ha engañado en el pasado varias veces, pero Kurama le menciona que él no tiene intenciones de quedarse en ese mundo paralelo, ya que si Naruto muere ahí, Kurama se quedara atrapado en ese mundo por siempre y además el detesta a Madara más de lo que el odia a Naruto, finalmente Naruto accede a dejar salir a Kurama argumentando que considere esa vez como una pequeña tregua entre ambos y así una batalla épica entre los dos Kuramas inicia en la cual el Kurama de Naruto logra vencer al de Menma. Luego de un gran desgaste, Naruto logra ganar la pelea contra su versión malvada. Superando las expectativas de Madara, rápidamente este se fusiona con el cuerpo de Menma y manifiesta su Sharingan en el cuerpo de este y una nueva pelea comienza. Según la profecía, para vencer al hombre enmascarado se debía ser cuando estuviera la luna roja, Kurama ve que los ojos de Menma eran los mismos de Madara y le ordena a Naruto huir de inmediato, ya que ahora este poseía forma física y le advirtió que tuviera cuidado, ya que si lo mira a los ojos estará acabado, Naruto hace todo lo posible por no mirarlo directamente a los ojos, pero en su intento de abrir el pregamino de la luna roja, Madara en el cuerpo de Menma se acerca a Naruto y rápidamente rompe el pergamino en dos. Naruto, ahora desprotegido lo mira directo a los ojos y queda atrapado en un Genjutsu y no puede moverse.
Sakura llega a protegerlo y pelea contra Madara, pero sus habilidades no se equiparan al poder de Madara. Naruto dentro del Genjutsu comienza a recordar las palabras de su maestro Jiraiya durante un entrenamiento, como tenía que escapar de un genjutsu y logra recuperar la razón. Justo cuando Madara estaba a matar a Sakura, Naruto la rescata y exactamente de la misma manera en que su padre logró vencerlo la última vez, tirando primero un kunai común y esperar que atraviese a Madara y así atacarlo directamente con su Rasengan. Luego de vencer a Menma, rápidamente Madara sale del cuerpo de este y le menciona a Naruto que no había recibido el ataque de ese jutsu desde hace dieciséis años, pero que esta vez no iba a escapar y rápidamente saca unas cadenas de las mangas de su capa y las lanza directamente hacia Naruto, pero justo cuando Sakura trata de protegerlo, inesperadamente ambos son rescatados por Minato y Kushina en el último segundo. Naruto inmediatamente les pregunta como los encontraron tan rápido y Kushina le revela que fue debido al kunai del Dios del Trueno Volador de Minato, que anteriormente Naruto había recogido en la destrucción de la aldea. Al darse cuenta de que estaba rodeado, Madara decide dejar que Kurama se quede con Naruto un tiempo, pero admite que no será por mucho tiempo, posteriormente Naruto arroja el kunai de Minato directamente al ojo de Madara y la bola de cristal en donde se había ejercido el jutsu se rompe y el poder maligno que éste ejercía sobre Menma desaparece y regresa a su forma original. Minato y Kushina se emocionan de ver a su verdadero hijo devuelta, pero en ese momento comienza a salir una luz brillante en Naruto y Sakura, sabiendo que era tiempo de regresar a su dimensión, sin embargo Naruto entre lágrimas le agradece a sus padres por todo el tiempo que pasaron juntos y luego de una despedida rápida comienzan a desvanecerse. 
Devuelta en su dimensión, Naruto y Sakura aparecen nuevamente en el parque, pero justo cuando Naruto comenzaba a retirarse del parque la capa del Cuarto Hokage que llevaba puesta inmediatamente se desvanece, sin embargo a pesar de eso ambos se alegran de haber logrado regresar a salvo a su mundo. Mientras tanto en otro lugar, Zetsu sostiene la bola de cristal rota y le dice a Madara que todo lo que hicieron fue un completo desperdicio y le menciona a Madara que estuvo muy cerca de obtener el control de Kurama, sin embargo Madara por su parte se queda pensativo sobre qué fue lo que salió mal en su plan y admite que después de todo subestimo a Naruto y Sakura mientras los tenía cautivos en el Tsukuyomi limitado y finalmente ambos se retiran a su guarida. Más tarde en la oficina del Hokage, tanto Naruto como Sakura le explican a Tsunade sobre todo lo que habían vivido en la otra dimensión y Tsunade admite que está completamente sorprendía e inquietada sobre como Madara pudo entrar a la aldea sin ser detectado y por seguridad deciden mantener toda esta experiencia en completo secreto con tal de no desatar el caos en la aldea. Más tarde caminando junto con Naruto, Sakura se encuentra con sus padres a los que recibe con un fuerte abrazo y se disculpa por todo lo que les dijo antes. Naruto rápidamente le pregunta a Sakura si quiere ir con él a una cita la próxima vez y ella le responde que acaban de tener la cita más larga que jamás ha existido. Cuando Naruto regresa a su departamento, de vuelta a su vida solitaria, descubre que para sorpresa de él, Iruka lo estaba esperando en su departamento y lo recibe junto con un gran pastel de cumpleaños, Naruto empieza a llorar de la emoción por la situación y admite que al fin está en casa, al día siguiente sale corriendo por los tejados de la aldea diciendo: "Mi nombre es Naruto Uzumaki y soy un ninja", luego lanza una shuriken al aire.
En una escena poscréditos, la shuriken que había lanzado Naruto anteriormente termina clavándose en un letrero del restaurante Ichiraku Ramen, justo donde está el anuncio de los narutomakis y solo deja expuesta la palabra: "Naruto".

## Realidad alterna
Al suceder la trama de la película en un universo alterno, también las características de los personajes son cambiadas o incluso opuestas. Ya sea en su apariencia o personalidad, a excepción de Naruto y Sakura, todos tienen sus personalidades invertidas, algunos tienen incluso otra vestimenta (como Sasuke y Hinata). entre los cambios en la realidad alterna están los siguientes:
- Por primera vez aparece Kushina Uzumaki en una película, además que tanto ella como Minato tienen una participación más activa e importante.

- Por primera vez se muestran los padres de Sakura.

- Aparecen todos los miembros fallecidos de Akatsuki.

- A pesar de que en todas las películas de Naruto ha usado distintas formas del rasengan para ganar, esta es la primera película en donde Naruto derrota al antagonista usando solo el rasengan normal (además de que termina definitivamente la pelea lanzando un kunai).

- Nunca se muestra en la película a la Sakura de la realidad alterna, seguramente es porque mientras ocurren los sucesos de la película la Sakura de esa realidad debió aparecerse en la realidad de Naruto y Sakura como se vio en el capítulo 271 del anime, mientras estos estaban atrapados en la realidad alterna, pero no hay duda de que su personalidad era también diferente.

- Naruto es el único que cambia de nombre en la realidad alterna, siendo llamado en esta Menma y como el nombre de Naruto fue sacado del primer libro que escribió Jiraiya y que le enseñó a Minato, posiblemente Jiraiya no es escritor en ese mundo.

- Es la primera vez que Kurama participa directamente en una película (su participación en otras se limitaba a solo dar chakra).

- En ese mundo las personalidades de los 12 de Konoha son muy distintas, siendo los siguientes cambios:

- Neji es un pervertido y siempre espía a las chicas con su Byakugan.

- Rock Lee parecía ser normal, pero se demostró que también es un pervertido, ya que este se robo la ropa interior de Tenten.

- Tenten entrena demasiado y su vestimenta es igual, pero un poco más descuidada.

- Shikamaru es muy despreocupado, mucho menos inteligente y muy torpe.

- Ino es muy amable y no tiene rivalidad con Sakura.

- Choji es más serio, flaco y sus marcas de los cachetes son algo distintas y es más inteligente.

- Kiba odia a los perros, teniendo un gran gusto por los gatos, sus marcas en la cara son distintas y se lleva muy mal con Akamaru, quien es muy violento con él.

- Shino es más sociable y odia los insectos.

- Hinata es muy violenta y no muestra ninguna timidez en reconocer su atracción hacia Naruto, por el contrario es muy celosa, su vestimenta es distinta y sus labios están pintados con lápiz labial rojo.

- Sai no sabe dibujar y prácticamente no reconoce a Naruto y Sakura.

- Kakashi ahora es más energico que su versión original.

- Gai se la pasa agotado y sus frases de juventud las sigue diciendo, pero desde un punto de vista de estar viejo.

- Tsunade usa lentes y es más enfocada a su trabajo y también se muestra que tiene un pecho plano.

- Shizune es más estricta y sus pechos ahora son como los de Tsunade y su cerdito, Tonton, ahora es de color negro.

- Sasuke ahora es un mujeriego, al parecer no tiene rivalidades con Naruto (Menma) y su vestimenta es distinta.

- Naruto (Menma) tiene su cabello y ojos de color negro, es Jinchuriki por otro método y tiene sentimientos de odio, aunque cuando Naruto derrota a Menma, este se ve idéntico a él.

- El Kurama de Menma tiene su pelaje más oscuro que el original.

- En esta realidad alterna todos los miembros de Akatsuki liderados por Itachi Uchiha son buenos, con excepción de Obito y Zetsu.

## Taquilla
Esta película se convirtió más taquillera de Naruto hasta ese momento haciendo un estimado de ¥ 1,460,000,000 en Japón y en Estados Unidos $ 20.212.065 millones de dólares. Para el año 2012, la película hizo ¥ 1,480.000.000 y el puesto 29 entre las películas japonesas en Taquilla, incluyendo películas de acción en vivo. En Filipinas, la película obtuvo una cantidad total  ganado un estimado de $ 123,613.00 en sus 2 semanas de plazo. La película tiene una puntuación media de 7.8/10 en IMDb, siendo puntaje más alto para una película de Naruto hasta ese momento. 